# Sunleif Rasmussen
Sunleif Rasmussen (Sandur, 1961. március 19.) a legjelentősebb feröeri klasszikus zeneszerző. Ő vezeti a Tarira kamarakórust is.

## Pályafutása
Norvégiában tanult, majd visszatért Tórshavnba, ahol zenetanárként és dzsesszzongoristaként működött. 1990 és 1995 között Koppenhágában, a Dán Királyi Zeneakadémián tanult zeneszerzést Ib Nørholm és elektronikus zenét Ivar Frounberg keze alatt.
2002-ben megkapta az Északi Tanács Zenei Díját Oceanic days című első szimfóniájáért. A méltatás szerint „inspirációját a feröeri természetből és ősi feröeri himnuszokból meríti, melyekből Rasmussen átfogó dimenziójú művet hozott létre. Természetes művészi integritást sugároz, ötvözve a feszességet és struktúrát a lírai érzéssel.”
Ő szerezte az első feröeri opera zenéjét (a librettót William Heinesen regénye alapján Dánial Hoydal írta), amelyet 2006-ban mutattak be az Észak Házában.
A Mojzer Antalt is soraiban tudó lappföldi Auriga kvintett első lemezének zenéjét is Rasmussen írta.

## Fordítás
- Ez a szócikk részben vagy egészben a Sunleif Rasmussen című angol Wikipédia-szócikk ezen változatának fordításán alapul.  Az eredeti cikk szerkesztőit annak laptörténete sorolja fel. Ez a jelzés csupán a megfogalmazás eredetét és a szerzői jogokat jelzi, nem szolgál a cikkben szereplő információk forrásmegjelöléseként.